# Through Thick & Thin
Through Thick & Thin é o segundo álbum de estúdio da banda Dogwood, lançado a 20 de Maio de 1997.

## Faixas
1. "All Hands on Deck" - 3:16
2. "Preschool Days" - 2:21
3. "Stairway to Sin" - 3:22
4. "Patriotic Pride" - 1:51
5. "Tribute" - 2:38
6. "Daddy Dearest" - 4:22
7. "Through Thick and Thin" - 2:12
8. "In the Line of Fire" - 3:37
9. "Just Because" - 2:41
10. "Jesus" - 2:59
11. "Who Am I to Say Who Deserves What?" - 3:38
12. "Family Values" - 4:07
13. "Joy Through Movement" - 5:50